# العلاقات الروسية المجرية

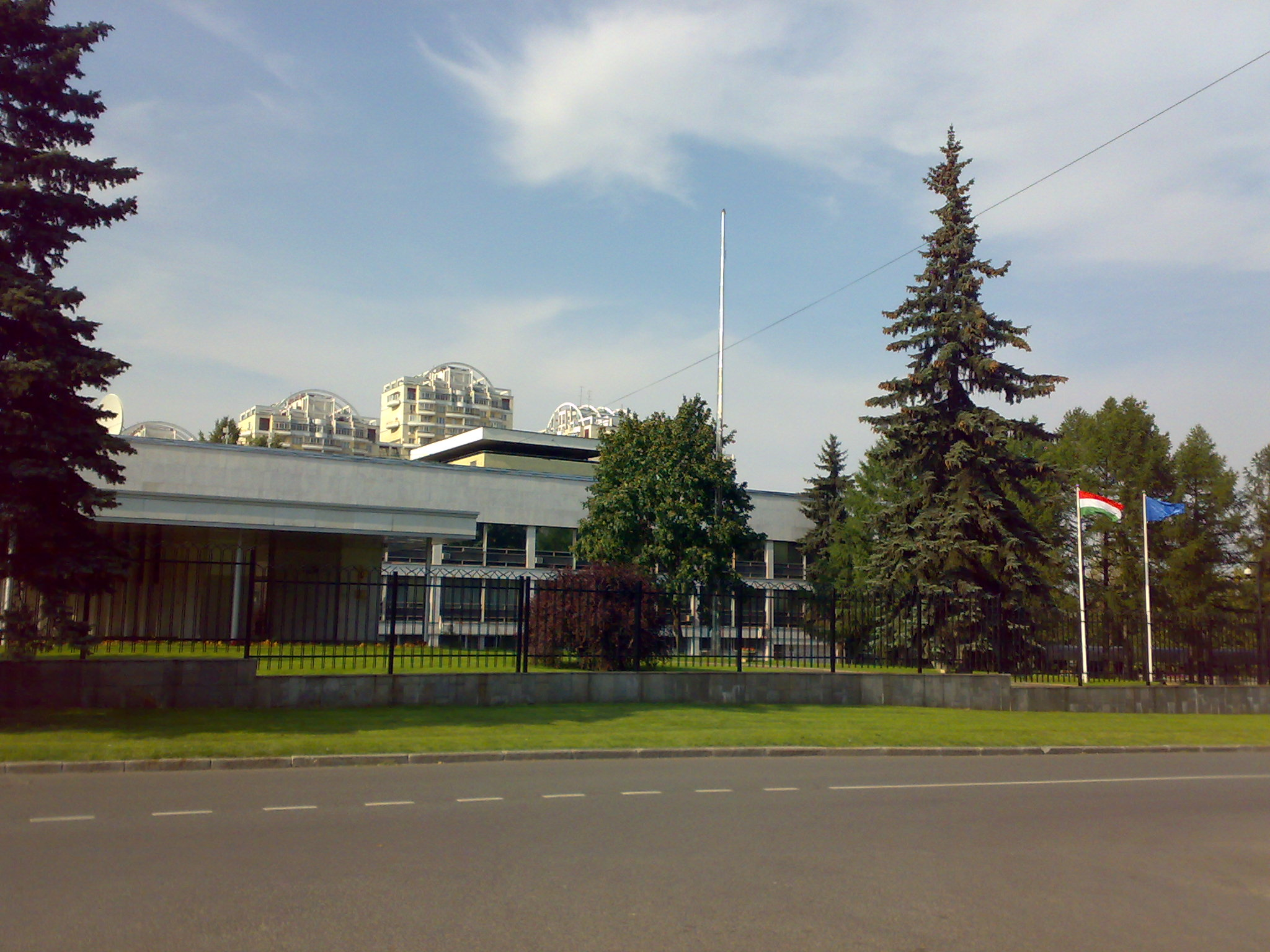
سفارة المجر في موسكو

العلاقات الروسية المجرية، هي العلاقات الثنائية بين البلدين، روسيا والمجر. بعد الحرب العالمية الثانية، أصبحت المجر والاتحاد السوفيتي حلفاء اقتصاديين وعسكريين؛ وكان البلدين من الموقعين على حلف وارسو. العلاقات بينهما كانت توترت عام 1956 بسبب التدخل السوفيتي في الثورة التي قامت في المجر. ومع ذلك، فقد أعاد كلا البلدين تأسيس العلاقات الدبلوماسية بينهما بعد انهيار الاتحاد السوفيتي.
للمجر سفارة في موسكو وقنصليتين عامتين في سانت بطرسبرغ وييكاتيرينبرغ. لروسيا سفارة في بودابست وقنصلية عامة في دبرتسن.
البلدان لهما عضوية كاملة في مجلس أوروبا ومنظمة الأمن والتعاون في أوروبا.

## وصلات خارجية
- السفارة المجرية في موسكو
- السفارة الروسية في بودابست